# Salvación

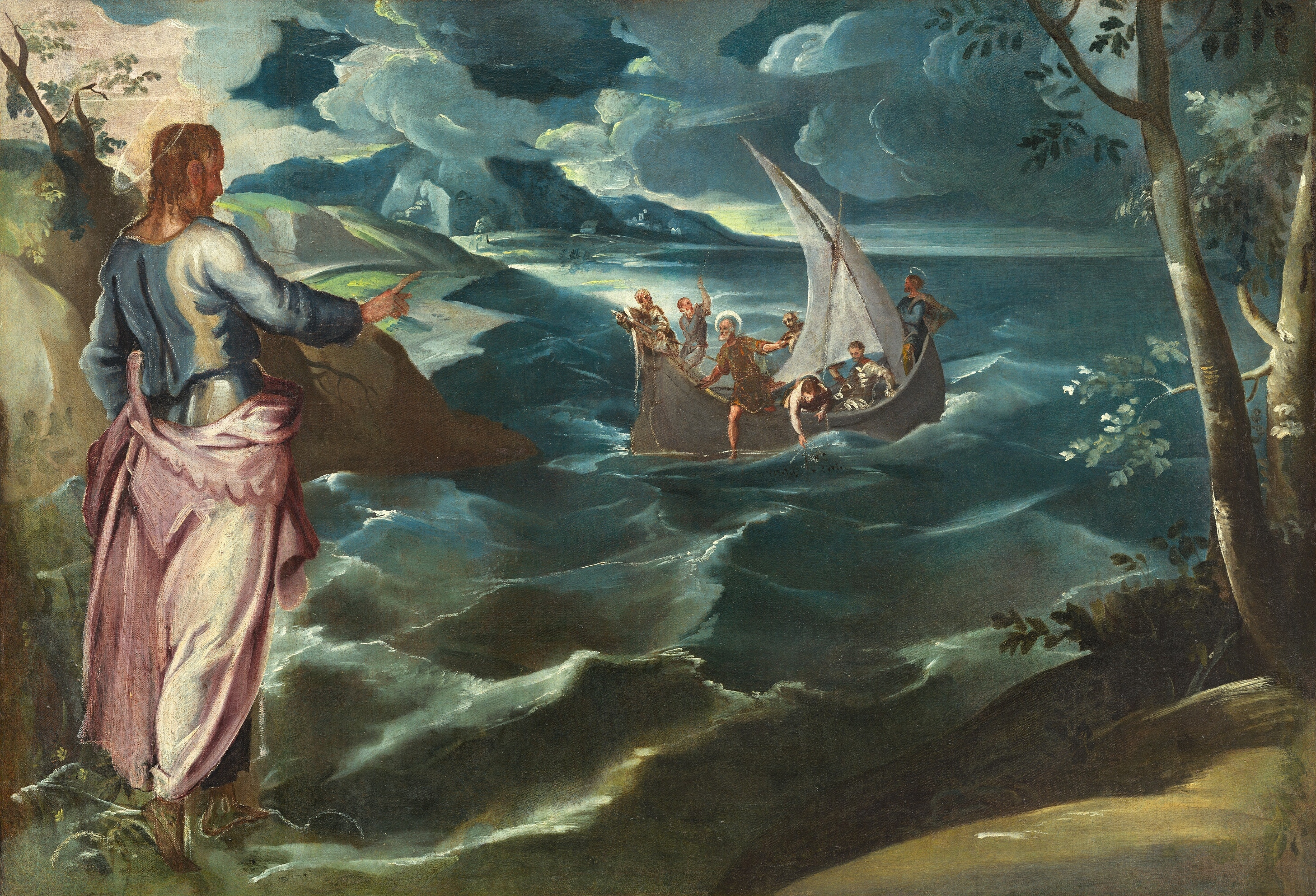
Una representación bíblica de la salvación hacia el pecado y camino a la luz

La salvación es un término que generalmente se refiere a la liberación de un estado o condición indeseable. En la religión, la salvación es la protección del alma del pecado y de sus consecuencias.
Entendido como salvamento y socorrismo, el término hace referencia a la salvación terrenal, salvación corporal o salvación del cuerpo; la ayuda física que permite la supervivencia y que es prestada a quien necesita ser salvado en situaciones de emergencia o riesgo. Se proporciona, bien por personas espontáneas, o bien por servicios profesionales (protección civil, servicios de búsqueda y rescate, bomberos, medicina de urgencias u otros servicios médicos o paramédicos). En muchas ocasiones está vinculado al voluntariado, y cuando las circunstancias del salvamento son tan arriesgadas que implican poner en riesgo a quien lo intenta, se suele calificar de heroísmo.
El concepto de salvación eterna, salvación celestial o salvación espiritual hace referencia a la salvación del alma, por la cual el alma se libraría de una amenaza eterna (castigo eterno o condenación eterna) que la esperaría tras la muerte. En teología el estudio de la salvación se llama soteriología y es un concepto vitalmente importante en varias religiones. El cristianismo acepta la salvación como la liberación de la esclavitud del pecado y de la condenación, resultando en la vida eterna con Dios dentro de su Reino. El sacrificio de Cristo hace que se le denomine Salvador.
A veces la salvación del alma y la salvación del cuerpo se consideran inseparablemente, del mismo modo a como el alma pasa a ser sinónimo de persona. Así ocurre con la señal de socorro en código Morse denominada SOS (que, con mayor o menor fundamento, suele comúnmente considerarse la sigla en inglés de save our souls -salvad nuestras almas-).

## Visión cristiana de la salvación
La salvación es uno de los conceptos espirituales más importantes en el cristianismo, junto con la divinidad de Jesucristo y la definición del Reino de Dios.
Tradicionalmente, entre los cristianos, una meta principal es obtener la salvación. Otros sostienen que la meta principal del cristianismo es cumplir la voluntad de Dios, aceptando su reinado, o que los dos conceptos son equivalentes. 
La idea de salvación se basa en que existe un estado de no-salvación, del cual el individuo (o la humanidad) necesita ser redimido. Para la mayoría de los cristianos católicos y protestantes, este es el juicio de Dios sobre la humanidad debido a su culpa en el pecado original (debido al Lapso o "caída" de Adán) y a otros pecados actualmente cometidos por cada individuo o conjunto de individuos, ya que se reconoce pecado en todos.
Las iglesias ortodoxas rechazan el concepto agustiniano de pecado original, expresión que no existe ni en la Escritura ni en la patrística griega, y ven la salvación como una escala de mejoramiento espiritual y purificación de la naturaleza tanto humana como general, que fue dañada en la caída. 
Una mayoría cristiana que está de acuerdo con que la humanidad fue creada libre de pecado, situación que en alguna forma resultó dañada, con la consecuente necesidad de que un Salvador restaure una correcta relación con Dios. Ese Salvador fue (y es) Jesús de Nazaret.
En la teología cristiana, hay tres conceptos de la posibilidad de salvación para los que no han oído el evangelio de Jesucristo. Uno es el exclusivismo. Esto dice que desde que hay solo un mediador entre el hombre y Dios, Jesucristo, si una persona no ha oído de Él, la maldición eterna es la única posibilidad para ella (aunque la mayoría de sus adeptos hace excepciones con los niños y los discapacitados mentales). Otro es el pluralismo, que declara que toda religión es un camino hacia Dios, pero es diferente del universalismo en que no dice que todo feligrés de otras religiones será salvo. La tercera es el inclusivismo. Esta doctrina declara que Jesucristo puede hablar a todo corazón humano por medio del Espíritu Santo, y si una persona responde positivamente, será salva.[cita requerida]

### Catolicismo
Para la Iglesia católica, la salvación no es solo una liberación negativa del pecado (pecado original y pecado actual) y sus efectos: Dios salva no solo de algo si no que por algo. La acción de Dios es una liberación positiva que eleva los seres humanos a un estado sobrenatural, a la vida eterna, en un plano espiritual superior a la vida terrenal, para unirse en un solo cuerpo místico con Cristo, una de las tres Personas de la Trinidad, y acceder a la dignidad de hijos de Dios, para verle "tal como es" (1 Juan 3:2), en comunión de vida y amor con la Trinidad y todos los santos (Catecismo de la Iglesia Católica, 1023-1025, 1243, 1265-1270, 2010).
Estas bendiciones nunca son otorgadas por mérito personal. De hecho, estrictamente, el hombre no merece nada de Dios: la criatura lo recibe todo, incluso potencias y habilidades, del Creador. La posibilidad de merecer algo a ojos de Dios deriva totalmente de un don gratuito de Dios. 
La salvación o justificación no pueden ser merecidas, pero una vez que Dios ha justificado, mediante la gracia santificante del Espíritu Santo, entonces se pueden obtener dones útiles para esa santificación, para el incremento de gracia y amor y para alcanzar la vida eterna a la cual Dios tiene destinadas a sus criaturas. Se pueden incluso merecer bienes materiales, como la salud, la amistad o la dicha personal. (Catecismo de la Iglesia Católica, 2006-2011).
Los cristianos reciben incluso en esta vida, por fe y de forma anticipada, bendiciones de la salvación que serán confirmadas total y definitivamente en la vida después de la muerte. Esto debido a que la Iglesia Católica ve la salvación, incluso la del individuo, como algo útil y beneficioso en todo tiempo: pasado, presente y futuro, conceptos que, por supuesto, se aplican solo al hombre: para Dios, pasado, presente y futuro son todos uno.
- «Pero cuando se manifestó la bondad de Dios, nuestro Salvador, y su amor para con la humanidad, nos salvó, no por obras de justicia que nosotros hubiéramos hecho, sino por su misericordia, por el lavamiento de la regeneración y por la renovación en el Espíritu Santo, el cual derramó en nosotros abundantemente por Jesucristo, nuestro Salvador, para que, justificados por su gracia, llegáramos a ser herederos conforme a la esperanza de la vida eterna». (Tito 3:4-7, RV95).

- El proceso de salvación continua dentro de la obra de Dios en aquellos que reciben el Evangelio. San Pablo usa el tiempo presente en esta frase: «La palabra de la cruz es locura a los que se pierden; pero a los que se salvan, esto es, a nosotros, es poder de Dios» (I Corintios 1:18).

- Solo al completar la vida terrenal llegará la salvación a su estado final. No hay fórmula mágica ni experiencias emocionales que definitivamente impidan, a criaturas a las que Dios ha dado libre albedrío, de rechazar, alguna vez, la oferta de salvación. Incluso el apóstol San Pablo consideró esta eventualidad para sí mismo, considerando que, después de haber predicado a otros, pudiera ser rechazado él mismo (I Corintios 9:27)

### Protestantismo
En el cristianismo occidental la doctrina de la salvación, involucra asuntos como la expiación, reconciliación, gracia, justificación, soberanía de Dios y el libre albedrío del ser humano.  Pero mayoritariamente se concluye que la salvación es por gracia y no por obras, lo que hace al protestantismo diferente de todas las otras interpretaciones acerca de la salvación. Varios conceptos distintos pueden ser encontrados en el catolicismo y el protestantismo. Dentro del protestantismo, esto se ve en la diferencia teológica entre el calvinismo y el arminianismo. 
Entre los que no son calvinistas ni arminianos sostienen una base bíblica basada en la fe en el sacrificio de Jesucristo y su resurrección. Lo que significa que la salvación es por gracia y no se pierde.
Entre los cristianos evangélicos, la salvación significa que todos han pecado y que se encuentran justamente bajo la condenación de Dios. La expiación o reconciliación con Dios es posible para cualquiera, pero solo a través de Jesucristo, quien vivió una vida perfecta y murió como un sacrificio perfecto en lugar de la muerte que merece toda la humanidad, mediante la confesión del pecado y la fe en Cristo como Señor y Salvador. La consecuencia de la salvación es que los pecados del pecador son perdonados y este es nacido de nuevo como una nueva persona, un cristiano, un creyente, un hijo de Dios, y está sellado por el Espíritu Santo. También creen que no todos los individuos obtienen salvación, porque no todos confiarán en Jesucristo.
Iglesias como las Iglesias de Cristo no solo reconocen que el escuchar el evangelio (muerte, sepultura y resurrección de cristo) según 1 Corintios 15:3-4 y responder con fe como parte del proceso de salvación según Marcos 16:15-16, sino que también el arrepentimiento según Hechos 2:38, el bautismo según 1 Pedro 3:21 y la obediencia continua son necesarios para poder ser salvo, basándose en un fundamentalismo cristiano utilizando la escritura como principio.
Un tercer punto de vista, el concepto de salvación universal, ha existido durante toda la historia del cristianismo y goza de creciente popularidad en Estados Unidos y otros países protestantes modernos, con el desarrollo del racionalismo y modernismo desde fines del siglo XVII. 
Este punto de vista afirma que todos, independientemente de credo o religión, se salvarán e "irán al cielo", siendo este el tema central del universalismo. En términos más coloquiales se dice a menudo que Dios "es demasiado amoroso como para condenar a nadie". Algunos cristianos tradicionales consideran este punto de vista una herejía porque implica que las religiones no-cristianas son igualmente válidas al cristianismo y que hay otros caminos a la salvación en reemplazo de la gracia de Cristo. Pero otras formas de universalismo cristiano aseguran que el cristianismo es la única religión completamente verdadera, y que la salvación universal solo es accesible a través de Cristo: Cristo y su resurrección redimen a todos. Este es un concepto clave en el protestantismo liberal.

### La Iglesia de Jesucristo de los Santos de los Últimos Días
Para la Iglesia mormona la salvación se logra por obras cumpliendo los mandamientos de Dios. Según su interpretación eisegética de 1 Corintios 15:41, la diferencia de la gloria del sol, la luna y las estrellas, con las que comparó el apóstol Pablo el cuerpo en la resurrección celestial, implicaría diversos grados en la recompensa salvífica según el tipo de obras realizadas con amor .
Así, según su doctrina, si los fieles en la tierra han elegido vivir con Dios, esforzándose por cumplir sus mandamientos y arrepintiéndose de sus pecados, dando de su tiempo y recursos a Dios, enseñando el evangelio a su familia, entonces resucitarán con una gloria como la del Sol (es decir, luminosa). Si, en cambio, el ser humano vive a medias con Dios, solo acordándose de él cuando se tienen problemas, pero sin dar de lleno de su tiempo y recursos, no enseña el evangelio y cumple a medias con los mandamos de Dios, entonces resucitará, pero con un cuerpo con gloria como la de la Luna (también luminosa, pero más débil). Finalmente, si elige vivir sin Dios resucitará como con la tenue gloria de las estrellas.
“Aunque no lo recordamos —explicó Rex E. Lee, expresidente de la Universidad Brigham Young—, antes de esta vida ya existíamos en forma de espíritu.” Esto es descrito como "el plan de Dios", la doctrina de que antes de nacer el ser humano vivía como espíritu con Dios, y que Él le envía a este mundo a tener un cuerpo físico, para ser probado, y de acuerdo a esa prueba se obtendrá distintos grados de gloria según merecimientos a partir de las elecciones que tome en esta vida terrenal.
Según la doctrina mormona, Dios, en este momento, no está inactivo esperando enviar a su hijo Jesucristo otra vez a la tierra para establecer el reinado milenario y juzgar a los hombres. Dios está creando más mundos y poniendo personas en esos mundos para que pasen por una vida de pruebas y así sean merecedores de una gloria de acuerdo a sus decisiones en esta vida terrenal. Estos mundos creados por Dios serían los lugares propicios para ser probados ya que las experiencias positivas y negativas de la vida humana da a los espíritus humanos el conocimiento y madurez necesarios para volver a la presencia de Dios.
Según esta creencia, mediante la obediencia estricta el hombre puede convertirse en un ser divino, un creador como Dios. Joseph Smith afirmó: “Dios una vez fue como nosotros ahora; es un hombre glorificado, y está sentado sobre su trono allá en los cielos [...]; y vosotros mismos tenéis que aprender a ser Dioses, [...] como lo han hecho todos los Dioses antes de vosotros”. El profeta mormón Lorenzo Snow dijo: “Tal como es el hombre ahora, fue Dios en un tiempo; tal como Dios es ahora, puede llegar a ser el hombre”.
“Esta doctrina —dice Joseph Fielding Smith, sobrino nieto de Joseph Smith—, solo aparece de forma nebulosa en la Biblia [...] porque muchas cosas claras y preciosas han sido eliminadas de la Biblia.” Y añade: “Esta creencia se basa en una revelación dada a la Iglesia el 6 de mayo de 1833”.

## En elIslam
Es el rescate espiritual del pecado y sus consecuencias.

## En elJudaísmo
Se entiende que la salvación es la liberación política y social del pueblo de Israel mediante la restauración anunciada por los profetas y que se consumaría en la Era mesiánica. No tienen separación conceptual entre la salvación física y la espiritual, sino que se ve la obra de Dios como plenamente libertaria en todos los ámbitos posibles. Israel conserva esa libertad en la medida que es fiel al pacto de la Torah. Dios imputa la condición de justos a sus amigos y siervos en virtud de su fidelidad (palabra que en hebreo no hace distinción entre la fe y las obras). Toda salvación es en última instancia mérito de Dios, pero exige gratitud y lealtad a cambio.
También el judaísmo cree en la liberación última de la humanidad mediante la instauración de la era mesiánica, que implica la resurrección de los muertos, el fin de la injusticia social y las guerras, del crimen y la enfermedad, en suma, el paraíso en la Tierra. Los gentiles que actúan con bondad humana son tenidos por gentiles justos, especialmente si actúan en auxilio de Israel en tiempos de persecución. En el judaísmo no se creen en un día de juicio en que Dios juzgue al ser humano sobre la base de una doctrina o creencia, sino que será a partir de sus actos de bondad y amor abnegado que Dios considere aptos a sus ojos incluso a personas de otras culturas y religiones que no conocen al Dios de Israel. También los gentiles que buscan conocer al Dios de los judíos le pueden adorar sobre la base de las siete leyes noájidas (de "Noaj", Noé), y entonces son considerados gentiles temerosos de Dios (Noájidas) sin requerir para ello la conversión al judaísmo o la observancia de la Torah, que son vistas por los judíos como parte de un convenio privado entre Dios e Israel.
En el judaísmo no se cree en un pecado universal heredado desde el pecado de Adán, el concepto del pecado original no existe en la perspectiva judía, sino que se acepta que la humanidad es inocente por naturaleza y solo las desviaciones culturales le alejan de Dios.

## Paganos
Conceptos de la salvación son marcadamente diferentes en las múltiples tradiciones paganas y neo-paganas, incluso en aquellas fuertemente influidas por las religiones abrahámicas.